# Rasmus Tiller
Rasmus Fossum Tiller (Trondheim, 28 de julio de 1996) es un ciclista profesional noruego, miembro del equipo Uno-X Mobility.

## Palmarés
2017
- Campeonato de Noruega en Ruta

2018
- 2.º en el Campeonato de Noruega en Ruta
- 1 etapa del Gran Premio Priessnitz Spa

2021
- Dwars door het Hageland

2022
- Campeonato de Noruega en Ruta

2023
- Dwars door het Hageland
- 1 etapa de la Vuelta a Gran Bretaña

2024
- 3.º en el Campeonato de Noruega en Ruta

## Resultados en Grandes Vueltas y Campeonatos del Mundo
| Carrera         | Carrera         | 2017 | 2018 | 2019  | 2020 | 2021 | 2022 | 2023  | 2024  |
| --------------- | --------------- | ---- | ---- | ----- | ---- | ---- | ---- | ----- | ----- |
|                 | Giro de Italia  | —    | —    | —     | —    | —    | —    | —     | —     |
|                 | Tour de Francia | —    | —    | —     | —    | —    | —    | 108.º | 105.º |
|                 | Vuelta a España | —    | —    | 130.º | —    | —    | —    | —     | —     |
| Mundial en Ruta | Mundial en Ruta | —    | —    | —     | —    | 51.º | 16.º | 17.º  | —     |

—: no participa

Ab.: abandono